# Прицел

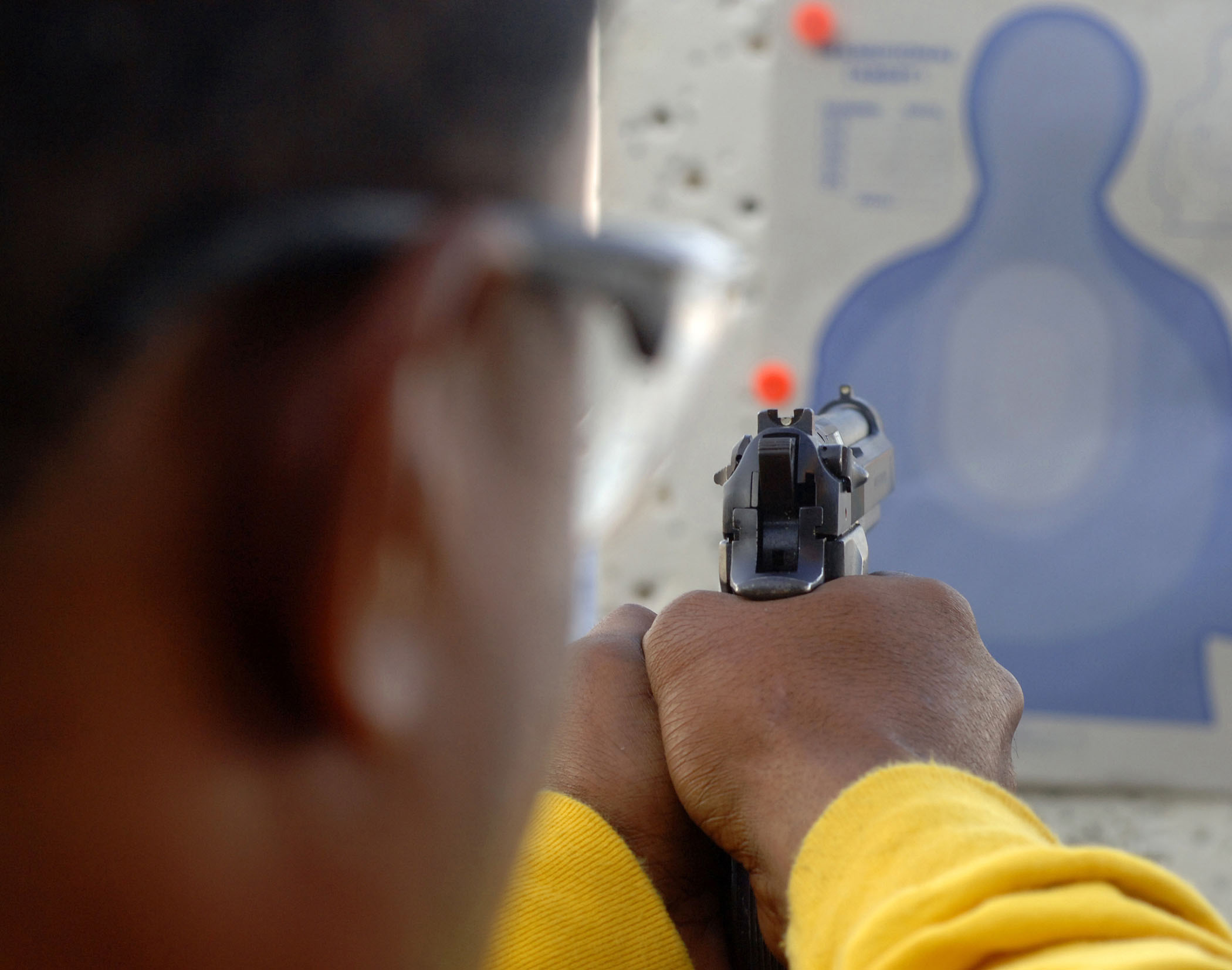
Открытый прицел пистолета.

Регулировка прицела при пристрелке
1 — попадание левее и ниже точки прицеливания
2 — мушку (обозначена синим) нужно сместить левее и ниже или целик - правее и выше
3 — попадание и точка прицеливания совпадают

Прице́л — приспособление, используемое для наведения оружия на цель (мишень, живая сила, укрепления, вооружение и военная техника) и её поражения.
В огнестрельном стрелковом и ином оружии, в зависимости от условий применения, используются различные приспособления: простые прицелы (с «мушкой»),  оптические прицелы с группами линз и лазерная подсветка цели и так далее. Прицельные приспособления включают установленную мушку (иногда с ограждением) и прицельный целик с планкой. При пристрелке оружия (приведению к нормальному бою) прицел регулируется по направлению, мушка — по вертикали и горизонтали.

## Классификация
В различных государствах имеется различная классификация прицелов, и они классифицируются:
по типу наведения
- Простой или Открытый прицел
- Прицел с хомутиком[1]
- Апертурный прицел
- Оптический прицел
- Коллиматорный прицел
- Голографический прицел
- Лазерный целеуказатель
- Коноскопический прицел
- Панорамный прицел

по месту размещения
- Пистолетный прицел
- Винтовочный прицел
- Пулемётный прицел
- Орудийный прицел
- Артиллерийский прицел
- Авиационный прицел
- Танковый прицел
- Нашлемный прицел (нашлемный целеуказатель)
- и так далее.

орудийные
- выдвижной прицел[1]
- приставной прицел[1]

## Открытый прицел

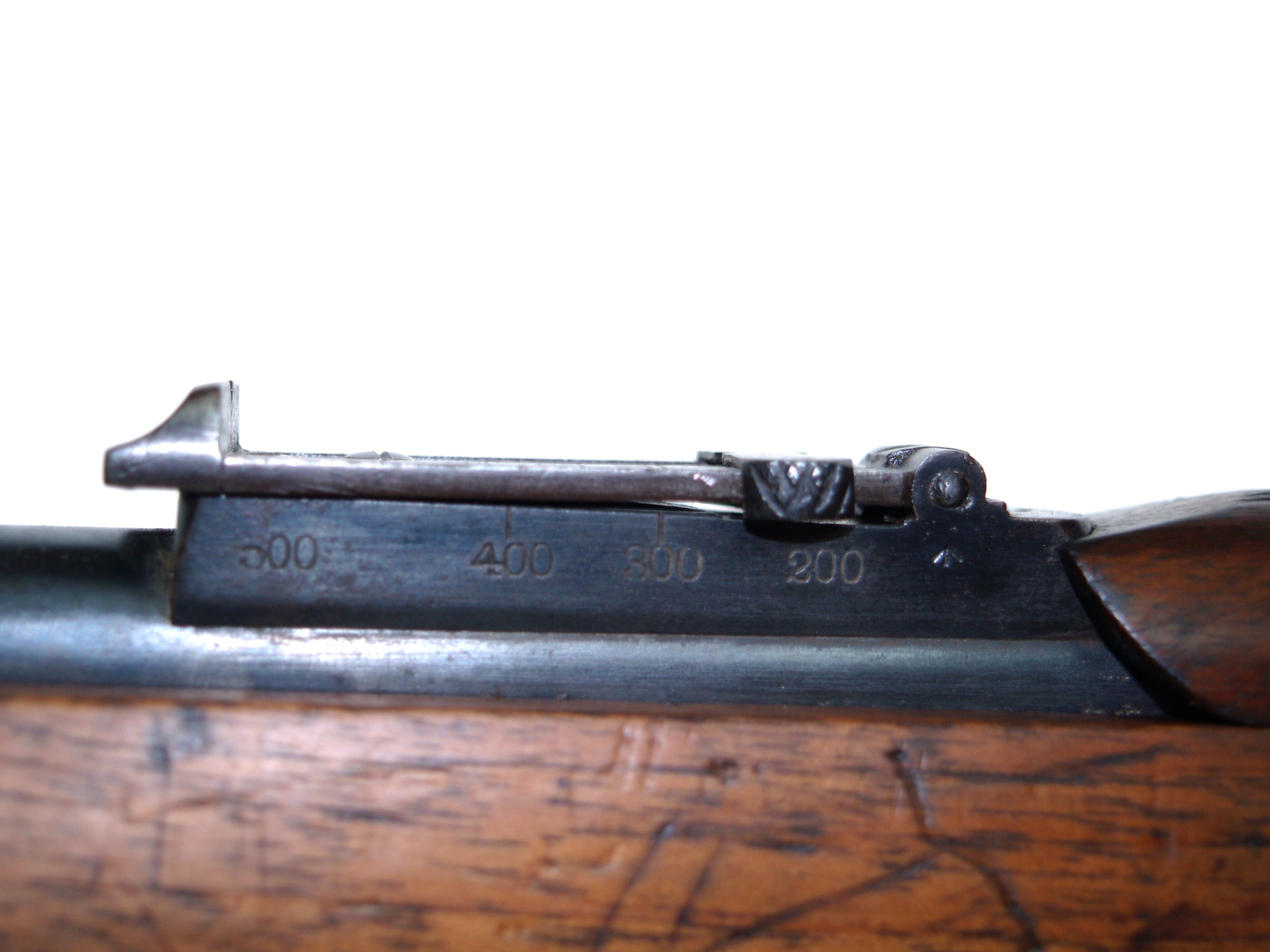
Задняя стойка винтовочного прицела со шкалой расстояний и хомутиком.

Простой, или открытый прицел, состоит из размещённых на оружии прицела с прорезью и мушки. Применяя простой или открытый прицел, стрелок добивается расположения на одной линии, называемой прицельной (линия прицеливания), трёх объектов: цели, мушки и целика. Так как по законам оптики невозможно одновременно держать в фокусе сразу три объекта, он аккомодирует глаз на точку, находящуюся на отрезке мушка—целик и делящую этот отрезок в соотношении приблизительно 2:1. Этим он добивается приблизительно равной чёткости наблюдения и мушки и целика. Цель при этом видна расплывчато.

### Express
Разновидность открытого прицела для охоты на опасных для жизни стрелка животных обеспечивает более быстрое наведение. Имеет V-образную прорезь целика и большую мушку с точкой яркого цвета, которую в момент прицеливания «укладывают» в прорезь. За счет большой мушки затруднено наведение на цель дальше 200 метров и поэтому этот прицел не применяется в боевом оружии.

## Апертурный прицел (закрытый)

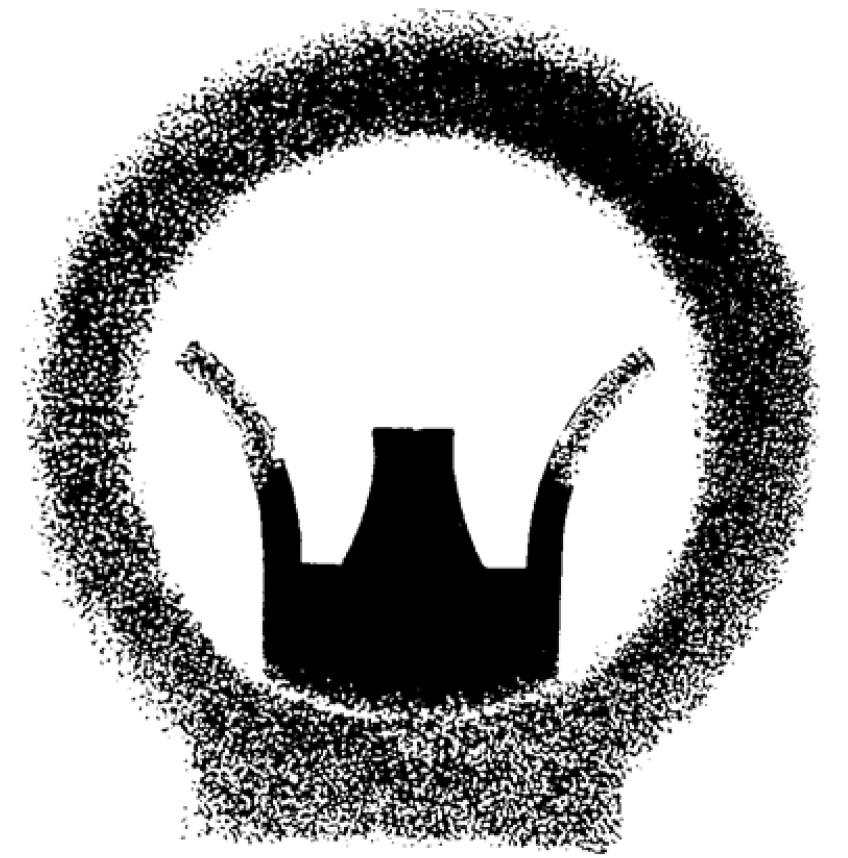
Апертурный прицел

Виды апертурного прицела

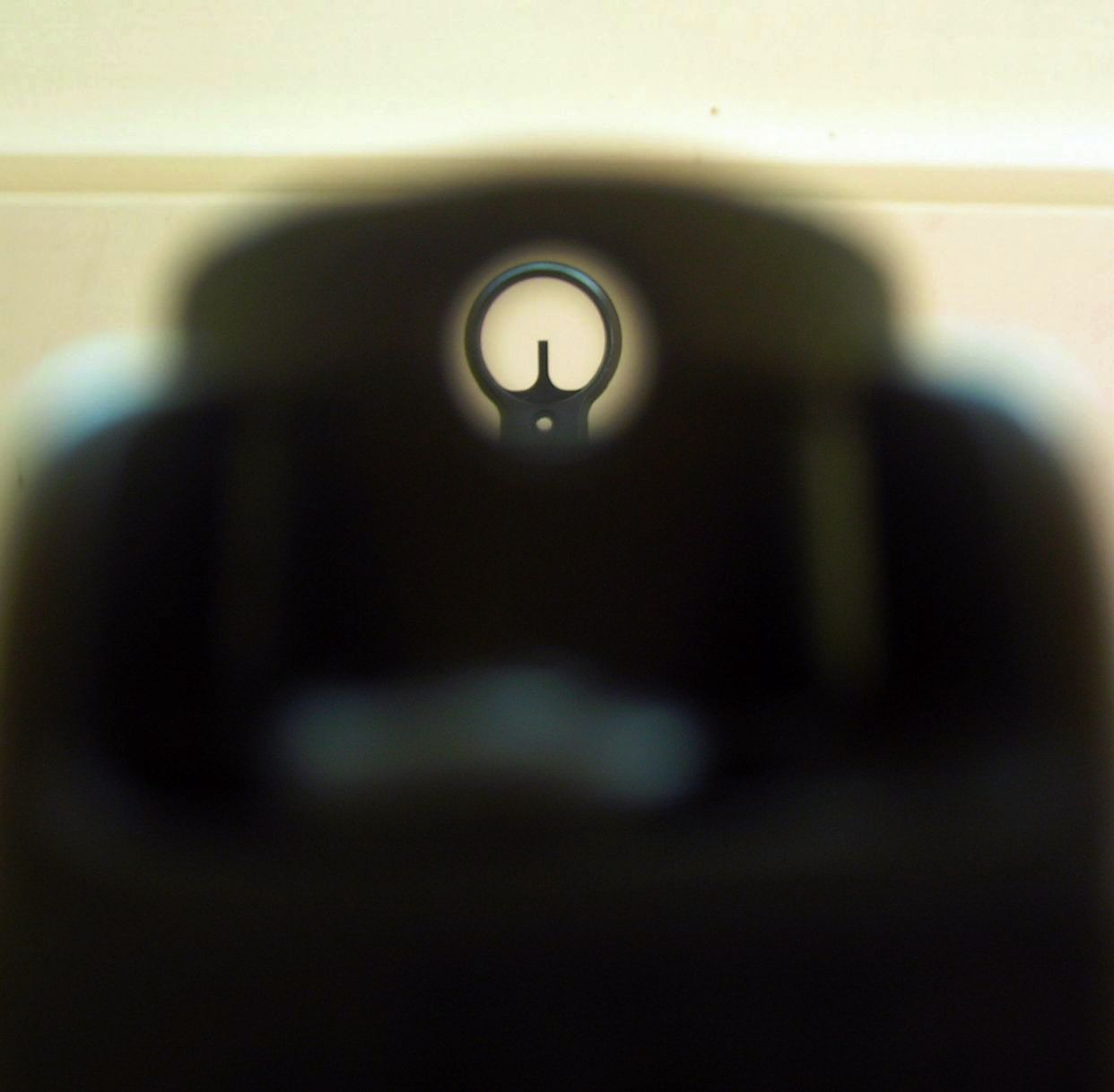
Апертурный (или закрытый) прицел HK MP5 кольцевого типа

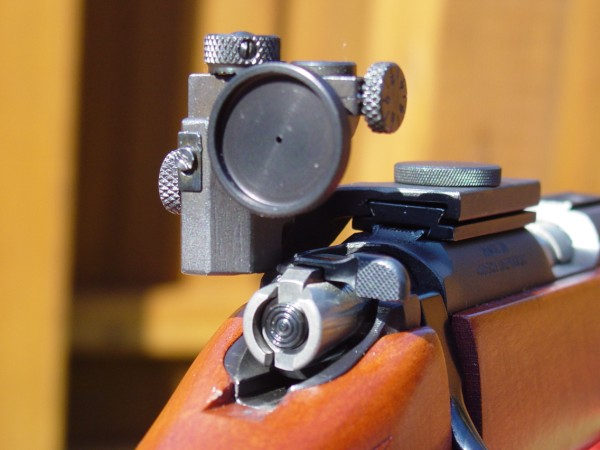
Диоптрический прицел на спортивной винтовке CZ 452

Существует несколько видов подобных прицелов, объединенных конструктивно целиком в виде диска, расположенного в непосредственной близости от глаз стрелка, с отверстием-апертурой.
Кольцевой — c данным прицелом стрелок как бы непосредственно смотрит через апертуру на мушку, совмещая её с целью и инстинктивно выравнивая линию прицеливания относительно светлого пятна, проецируемого апертурой на глаз. Данный тип во многом превосходит открытый: выше скорость прицеливания за счет упрощения процедуры совмещения мушки с целиком (глаз интуитивно находит положение, при котором пенёк мушки совмещается с серединой кольца), большая прицельная линия обеспечивает более высокую точность (целик открытого прицела должен находиться от глаза стрелка на существенном расстоянии, иначе при прицеливании он расплывается, что заставляет смещать его вперёд, жертвуя длиной прицельной линии, — кольцо же, наоборот, должно быть расположено в непосредственной близости от глаза, поэтому у оружия с кольцевым прицелом и получается более длинная прицельная линия), удобней в наведении при недостатке освещения; к недостаткам относится: целик частично перекрывает зрительное поле, время перевода прицела с одной цели на другую часто выше, кроме того, данный тип прицела склонен засоряться. Надо заметить, что в отечественной литературе данный тип прицела зачастую именуют «диоптрическим», — на самом деле такое определение ошибочно по причине совершенно иного оптического принципа, использованного в нём.
Ghost Ring — разновидность кольцевого прицела для использования в гладкоствольном оружии, очень большая апертура и тонкий обод целика. Обеспечивает самую высокую скорость наведения за счет некоторой потери точности, что не является критичным моментом в данном типе оружия.
Диоптрический — особая разновидность апертурного прицела, в этом варианте целик полностью перекрывает обзор глазу спереди, а сама апертура очень малого диаметра (с человеческий зрачок) работает как камера-обскура, проецируя изображение на зрачок стрелка с большей контрастностью. Данный тип прицела дает самую высокую точность из всех возможных механических прицельных приспособлений, расплатой за это служит большое время прицеливания и трудности с наведением в условиях сумерек и ночи, именно по этим причинам данный вид прицела стоит практически только на винтовках для целевой стрельбы на большие расстояния, а также требует особенно правильного способа прицеливания.

## Оптический прицел

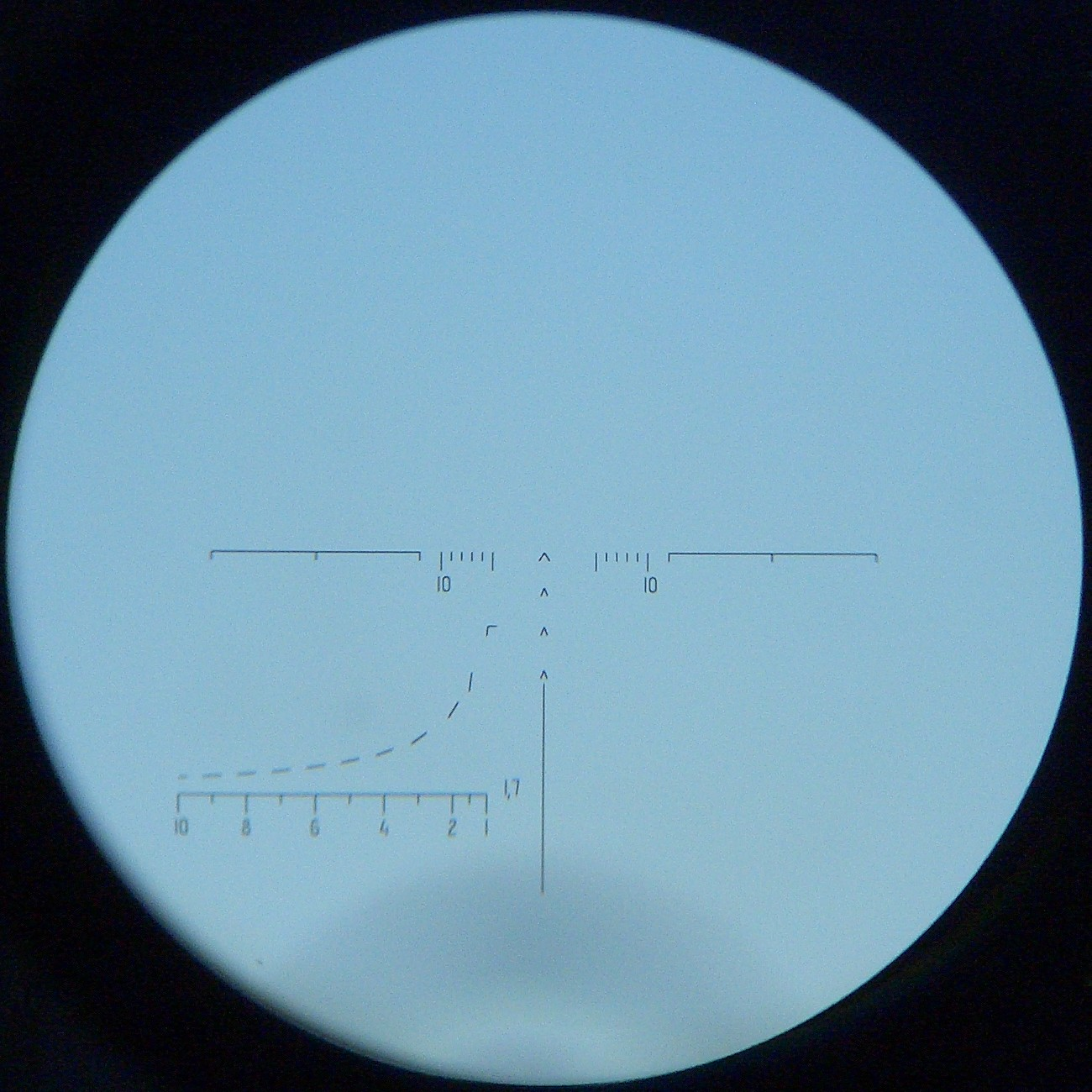
Прицельная сетка оптического прицела ПСО-1

Оптический прицел — оптический прибор, предназначенный для точной наводки оружия на цель. Может быть также использован для наблюдения за местностью и для определения расстояний до предметов (в случае, если известны их размеры).
Представляет собой зрительную трубу с размещённой в поле зрения прицельной маркой.

## Коллиматорный прицел

Вид стрелка турели сквозь коллиматорный прицел Mark III, впервые был выпущен в 1943 году, использовался в авиации, для армейских и морских орудий.

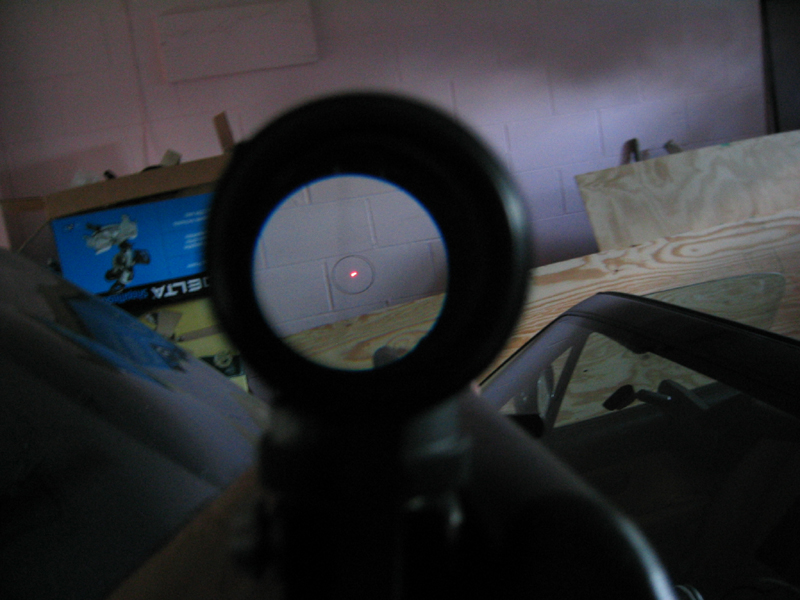
Современные коллиматорные прицелы имеют полупрозрачную линзу, сквозь которую стрелок наблюдает цель, и при этом она же отражает в его глаз изображение прицельной метки

Коллиматорные прицелы — системы, использующие коллиматор для построения изображения прицельной метки, спроецированного в бесконечность. Излучение от источника света в прицеле отражается линзой коллиматора в глаз наблюдателя параллельным потоком. В результате зрачок наблюдателя не обязан находиться на оптической оси прицела, достаточно, чтобы он находился в пределах проекции линзы прицела вдоль этой оси. При поперечных перемещениях глаза прицельная метка с точки зрения наблюдателя перемещается по линзе прицела, оставаясь на точке прицеливания вне зависимости от положения глаза наблюдателя относительно прицела. При выходе зрачка наблюдателя за пределы проекции линзы прицельная метка «скрывается» за её краем.
Коллиматорный прицел обеспечивает высокую скорость прицеливания — примерно в 2—3 раза выше, чем традиционные открытые прицелы, так как при прицеливании нужно совмещать всего две точки — светящуюся метку, которую видно через окуляр, и саму цель, при этом глаз аккомодируется на расстояние до цели (в механических прицелах — обычно на мушку, целик и цель видны не в фокусе).
Коллиматорные прицелы принято делить на открытые и закрытые. Изначально закрытыми именовались прицелы, которые не имели прозрачной линзы, а только проецировали в глаз стрелка прицельную метку. Цель в окуляре не отображалась, прицеливание осуществлялось бинокулярно при наблюдении одним глазом прицельной метки, а другим — цели, но в мозгу стрелка происходило характерное для бинокулярного зрения совмещение изображений от обоих глаз. В настоящее время такие прицелы практически вышли из употребления. Другой, прошедший испытание временем тип прицелов имеет полупрозрачную линзу, сквозь которую стрелок наблюдает цель; при этом линза отражает в сторону глаза изображение прицельной метки. По применяемой до середины XX века классификации все такие прицелы считались открытыми.
Но по сложившемуся к концу XX века условному разделению коллиматоры, у которых формирующий метку источник освещения сокрыт в герметичном (обычно цилиндрическом) корпусе, стали относить к закрытому типу. Открытый коллиматорный прицел, напротив, имеет открыто вмонтированный в основание прицела источник света и только одну, переднюю, линзу в оправе. Открытые коллиматорные прицелы дают стрелку лучший обзор, меньше заслоняя корпусом поле зрения вокруг цели. Но, в отличие от закрытых, открытые коллиматоры менее устойчивы к погодным условиям: попадающие на внутреннюю поверхность линзы осадки могут значительно исказить прицельную марку, а грязь — забить окно формирующего марку источника света в основании прицела.
Часто коллиматор устанавливается на оружие в паре с магнификатором — оптическим прибором, аналогичным оптическому прицелу с небольшим увеличением, но без прицельной сетки, вместо которой используется метка коллиматора. Коллиматор и магнификатор располагают на одной оси. Обычно на военном оружии с коллиматором сохраняются и традиционные механические прицельные приспособления, причём мушку и апертурный целик выполняют складными, так, что в поднятом состоянии линия прицеливания механического прицельного приспособления совпадает с таковой коллиматорного прицела — это называется co-witness и обеспечивает возможность использования механического прицела при выходе коллиматора из строя. В другом случае коллиматор просто устанавливается так, что он не закрывает механические прицельные приспособления — обычно так делают на оружии с открытым прицелом.
Со времён Первой мировой войны и до настоящего времени коллиматорные прицелы — основные прицелы воздушной стрельбы для истребителей, штурмовиков и бомбардировщиков с неподвижно установленным оружием и в полуавтоматических прицелах подвижных стрелковых установок штурмовиков и бомбардировщиков.
Термин "коллиматорный" по отношению к оружию в англоязычной среде встречается редко, уступая в популярности "рефлекс-прицелу" - reflex sight(sic!) - или "отражающему прицелу", reflective sight.
Более сложный вариант коллиматорного прицела — ИЛС (индикатор на лобовом стекле), применяемый в авиации. Он способен отображать и полётную, и тактическую информацию, прицельные марки для стрельбы из разных видов оружия строятся с учётом необходимых поправок и упреждения, на основании расчётов бортовой ЭВМ по данным бортовых обзорно-прицельных систем, учитывая баллистику боеприпасов, расстояние до цели и взаимное перемещение стрелка и мишени.

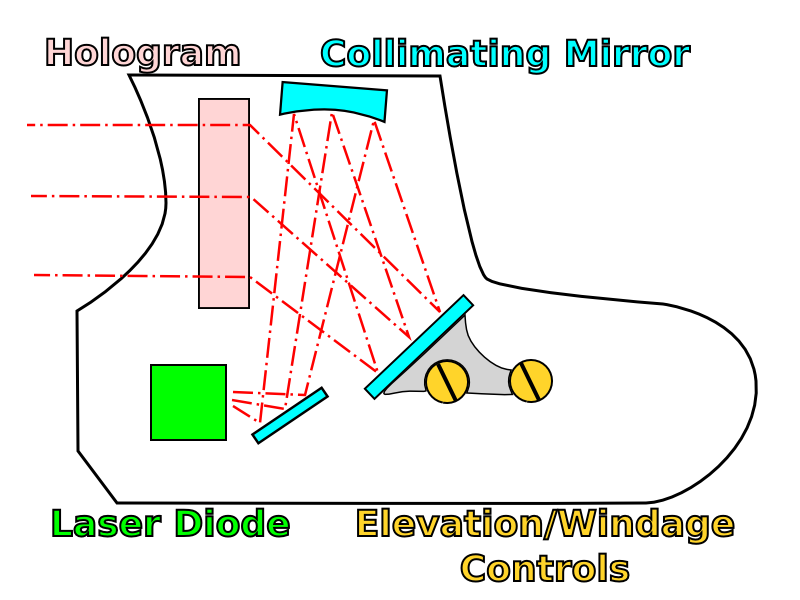
Как создаётся изображение прицельной сетки в голографическом варианте КП: розовым обозначена линза-"голограмма", голубым обозначено коллиматорное зеркало, зелёным обозначен лазерный диод, жёлтым выделены регулирующие элементы.

### Голографический прицел
Голографический прицел (коллиматор) относится к прицелам открытого типа, поэтому стрелку не приходится во время прицеливания зажмуривать второй глаз. Большое поле обзора позволяет стрелку пользоваться периферическим зрением и мгновенно реагировать на появляющуюся угрозу. Голограмма формирует изображение прицельной марки и выполняет функции асферического отражателя, как линза в обычном КП. Голографический асферический отражатель обеспечивает существенно меньшие, чем обычная сферическая тонкая линза, параллактические ошибки, позволяет сделать прицел весьма компактным. Обычно ГП существенно дороже своих коллиматорных аналогов, поскольку голограмма может быть получена в результате дорогого и сложного технологического процесса. При несоблюдении технических требований голограмма может искажать и разлагать в спектр яркие объекты, наблюдаемые через неё. Следует отметить, что скорость прицеливания с голографическим прицелом значительно выше, чем с закрытым коллиматорным или оптическим прицелами, поэтому его часто применяют при стрельбе по движущимся мишеням.

## Лазерный целеуказатель
Лазерный целеуказатель (ЛЦУ) создаёт лазерный луч небольшой мощности, направляемый в сторону противника и создающий световую метку в точке предполагаемого попадания. Такой метод прицеливания позволяет смотреть только непосредственно на цель, а также вести огонь из любого положения. Тем самым время прицеливания сокращается до минимума, однако световая метка выдает факт прицеливания и, отчасти, местоположение стрелка (на самом деле, как правило, метка современного лазерного прицела не видна невооружённым взглядом, а только через специальную лёгкую оптику, установленную на оружии; лазерные прицелы с меткой в видимом диапазоне используются в основном в голливудских боевиках, а также некоторыми полицейскими подразделениями для ближнего боя).
При действиях в составе группы можно спутать метки от ЛЦУ, установленных на оружии разных бойцов. Подобных ошибок можно избежать, используя ЛЦУ различных цветовых спектров, но только при действиях в составе малых групп. В настоящее время распространены ЛЦУ с лучами красного, синего и зелёного цветов. Однако лучи различных цветов по-разному «ведут себя» при различных погодных условиях.
Лазерный целеуказатель может излучать в видимом диапазоне или в невидимом невооруженному глазу инфракрасном для использования с прибором ночного видения.
При пользовании ЛЦУ необходимо учитывать, что снаряд, в отличие от лазерного луча, движется не по прямолинейной траектории. Чем больше расстояние до цели, тем дальше снаряд отклоняется от прямолинейной траектории.
Поскольку ось ствола не совпадает с осью лазерного излучателя, подсвечиваемая точка на цели не совпадает с точкой предполагаемого попадания даже при условии прямолинейного движения снаряда.

### Дальномеры
Лазерный дальномер — устройство, состоящее из импульсного лазера и детектора излучения. Измеряя время, которое затрачивает луч на путь до отражателя и обратно и зная значение скорости света, можно рассчитать расстояние между лазером и отражающим объектом. Лазерный дальномер — простейший вариант лидара. Значение расстояния до цели может использоваться для наведения оружия, например танковой пушки.

## Оптические и оптико-электронные прицелы и прицельные комплексы
Системы такого типа достаточно дороги, поэтому применяются редко, в основном в штурмовых комплексах|многофункциональные оружейные системы(FN, OICW)
Оптико-электронные прицелы во многом схожи с голографическими прицелами. Стрелок смотрит на цель через стекло с меткой, которая включается в результате подсветки излучением, параметры которого соответствуют применяемым при создании рисунка. Ориентируясь на светящуюся область, стрелок может прицеливаться и вести огонь с повышенной точностью, не затрачивая лишнее время на наведение.
Удобство использования подобных устройств заключается в отсутствии необходимости предварительной пробной стрельбы. Точка фиксации на цели стабильна, что позволяет менять линзу на другую, лучше подходящую под текущую ситуацию. Менять ее приходится для изменения формы прицельной марки.
Прицел включает жёстко связанный с оружием корпус, оптическую систему с жёстко связанным с корпусом объективом, прицельную сетку, координатно-чувствительный приёмник оптического излучения, видеоконтрольное устройство и окуляр. В фокальной плоскости объектива расположена прицельная сетка, жёстко связанная с корпусом. Оптическая система содержит расположенную между фокальной плоскостью объектива и координатно-чувствительным приёмником оптического излучения двухкомпонентную систему переноса изображения. Первый компонент жёстко закреплен на корпусе, а второй компонент системы переноса изображения, координатно-чувствительный приёмник оптического излучения, видеоконтрольное устройство и окуляр выполнены с общим коэффициентом увеличения, равным единице, жёстко связаны друг с другом и установлены в корпусе оптико-электронного прицела с возможностью защиты от ударных нагрузок при отдаче. Техническим результатом изобретения является защита от ударных физических нагрузок хрупких конструктивных элементов оптико-электронного прицела.

## Галерея

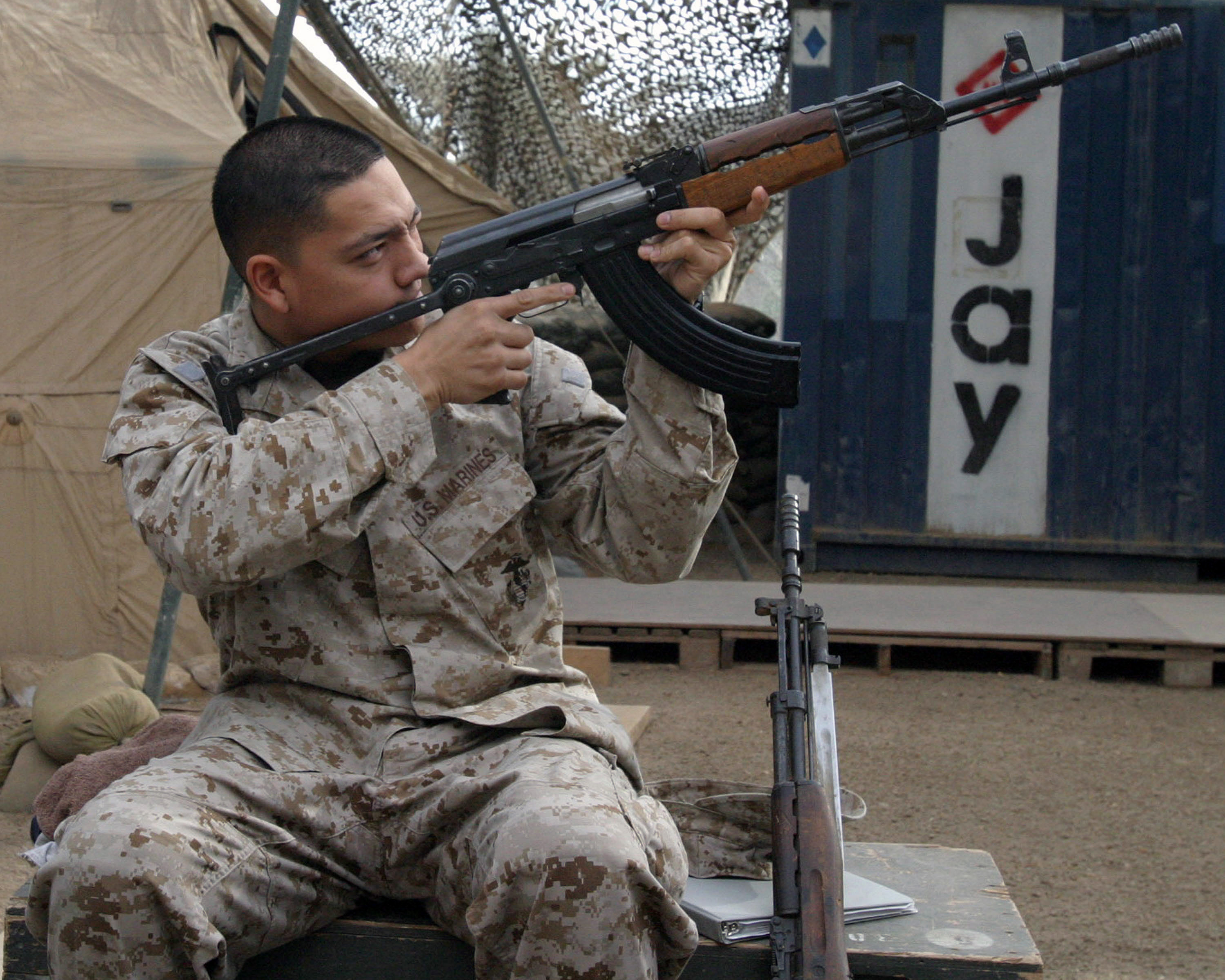
Открытый прицел M70 Zastava c секторным прицелом.
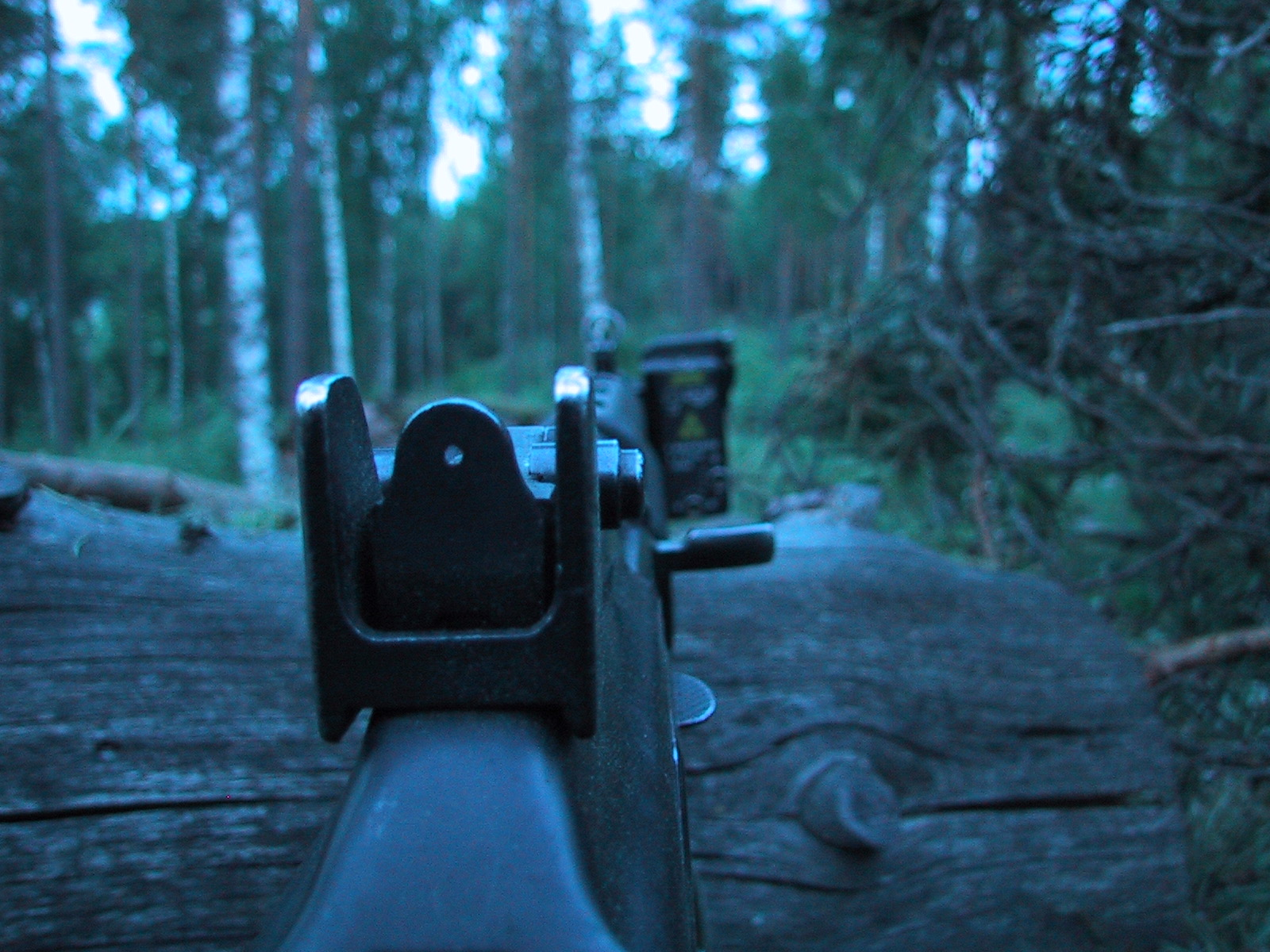
Valmet Rk 62 с кольцевым прицелом.
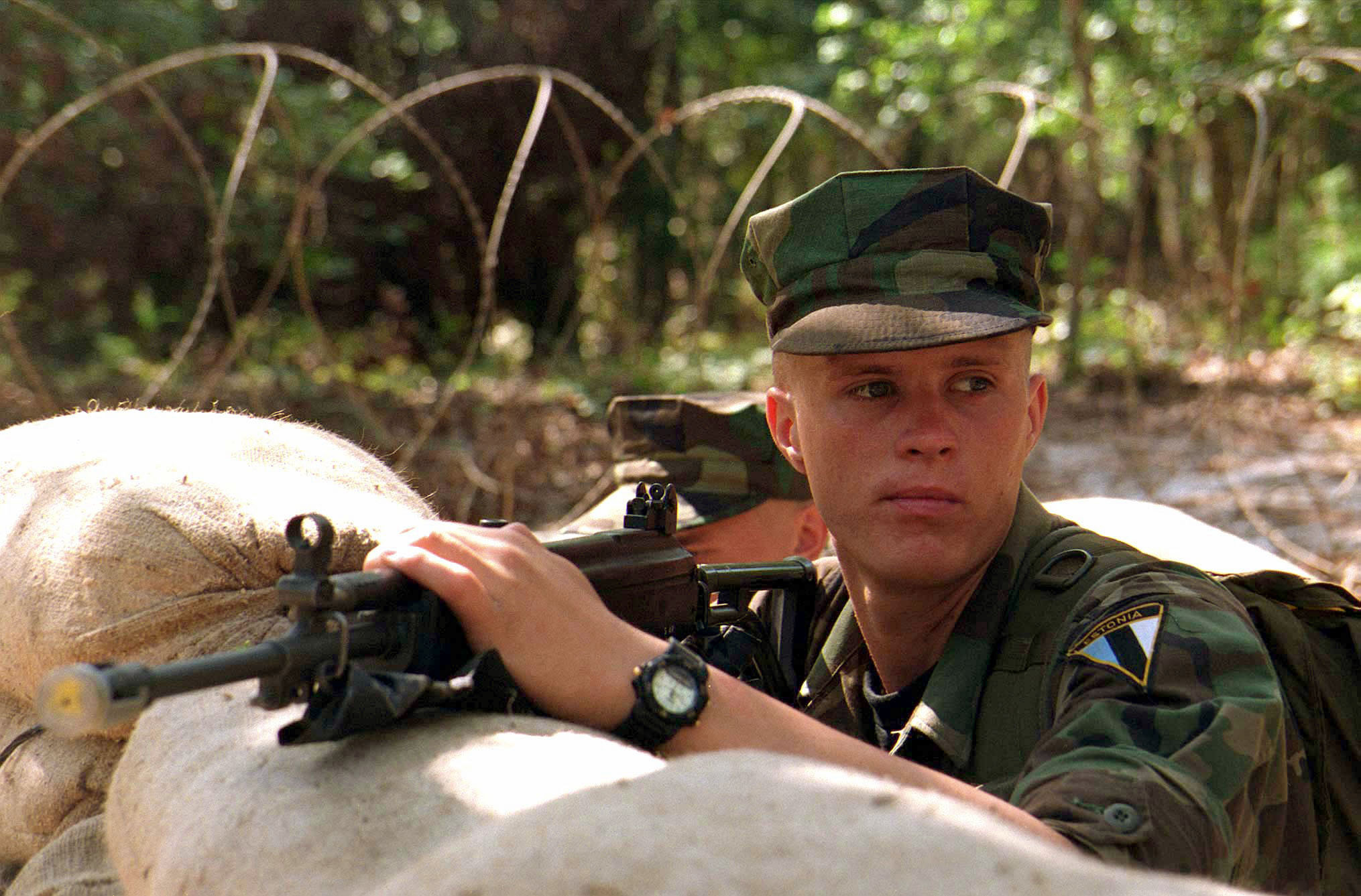
Кольцевой прицел. Целик перекидной, L-образный.
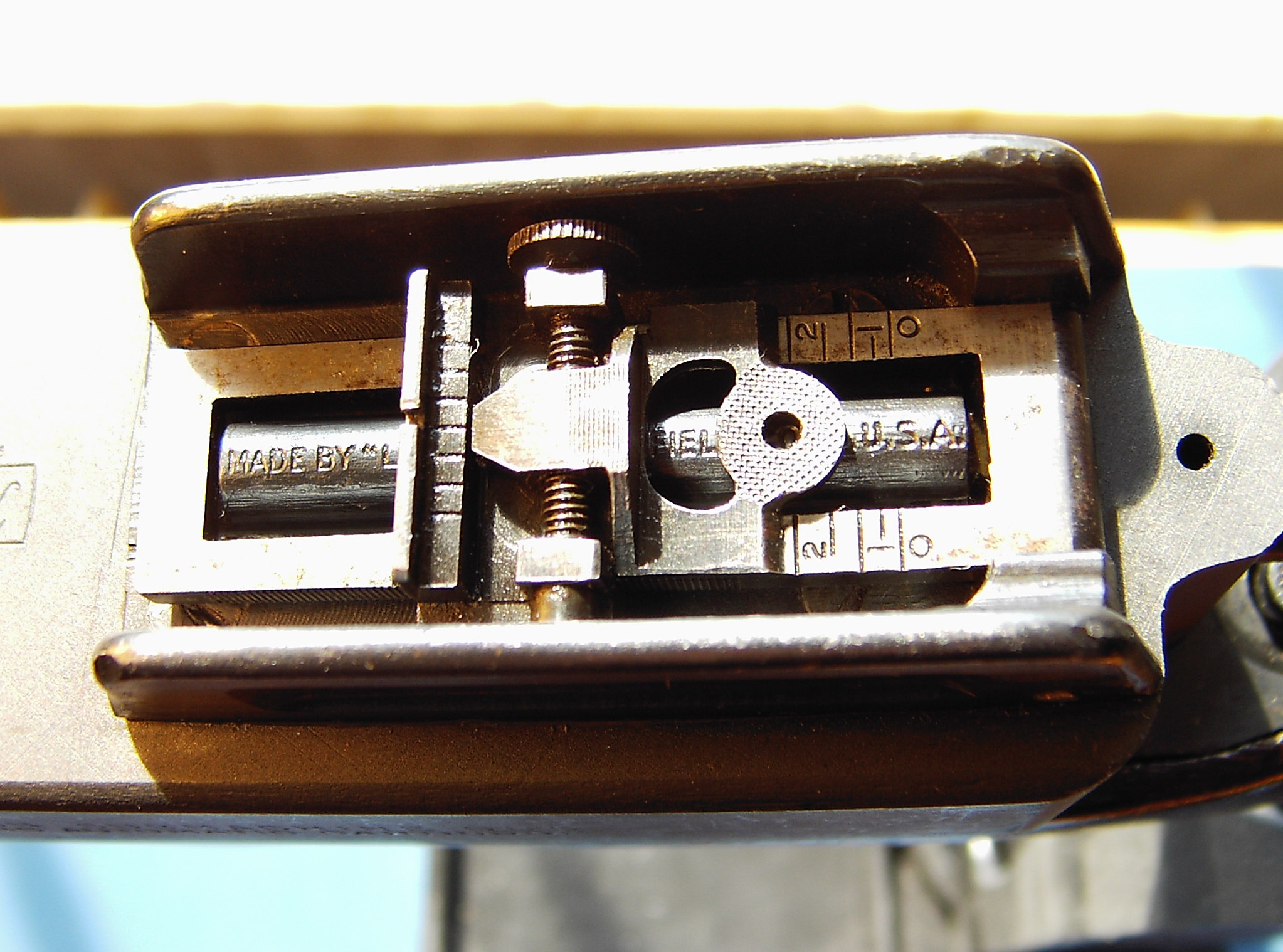
Комбинированный целик — фиксированный с V-образной прорезью и откидной вверх регулируемый целик.
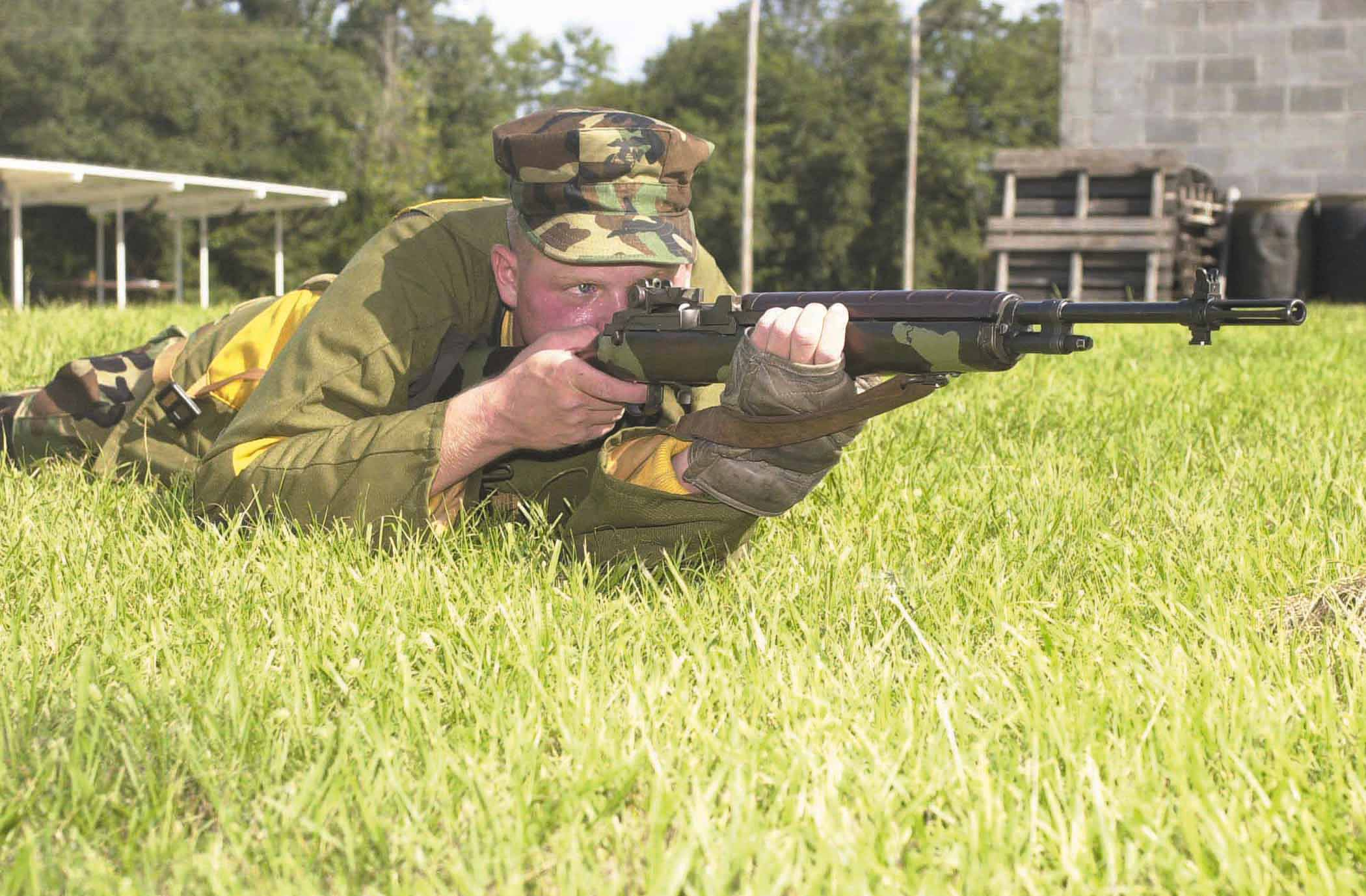
Регулируемый кольцевой целик винтовки M14 на задней части ствольной коробки и мушка в намушнике на дульной части ствола.
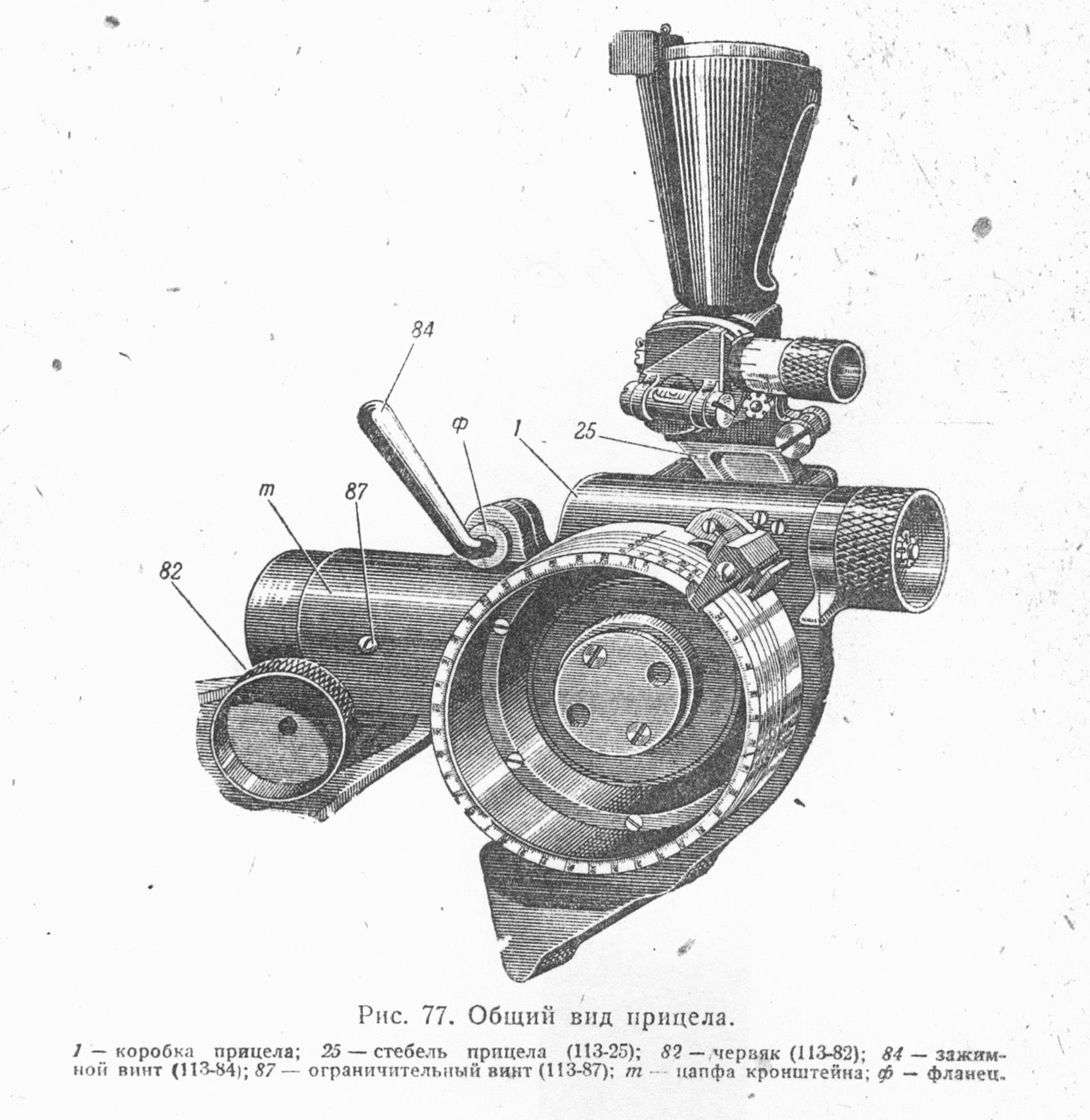
Прицел 76-мм дивизионной пушки образца 1902/30 годов. Прицельные приспособления орудия состоят из нормализованного прицела и панорамы системы Герца
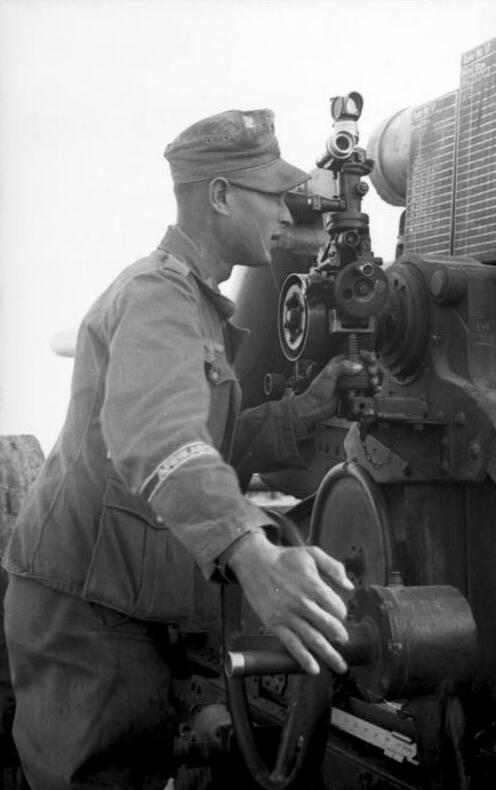
Прицел тяжёлой пушки-гаубицы 17 cm K.Mrs.Laf